# Spazio architettonico
Lo spazio architettonico è un concetto che, alla luce di secoli di avanzamento della ricerca disciplinare, si può definire oggi come la sostanza conoscitiva dell'esperienza, reale o virtuale, del fenomeno architettonico espressa per mezzo costruzioni figurative rappresentate e/o realizzate. Si dimostra, infatti, come l'oggetto di indagine della storia dell'architettura sia sostanzialmente l'evoluzione nel tempo non del concetto astratto di spazio architettonico, ma dell'"evento" architettonico nel tempo, cioè un "punto di osservazione" nel quale il soggetto (osservatore) fa esperienza dinamica dell'architettura come "vuoto" interno con i suoi oggetti e come "oggetto" - essa stessa- nel vuoto intercorrente dello spazio urbano.
La revisione critica della scienza, operata da filosofi razionalisti ed empiristi (Cartesio, Leibniz), nell'età moderna, metterà in crisi la concezione assolutistica dello spazio. Kant, definendola come un'intuizione a priori, tornerà a sostenere l'universalità della geometria, pur limitandone la validità all'ambito fenomenico. Ne derivano, più o meno direttamente, le proposizioni proprie di tutta l'estetica romantica nelle sue varie declinazioni, sino a quelle del XX secolo che - sulla scorta della rivoluzione scientifica del '900 operata da scienziati come Einstein, Heisenberg, Gödel e sulla contemporanea elaborazione in campo figurativo da parte dei movimenti artistici di avanguardia - porteranno alla messa in crisi della geometria euclidea e al superamento della concezione di uno spazio assoluto, distinto dal tempo.
Con il Movimento Moderno in architettura viene a definirsi come la fusione tra lo spazio interno e il volume del costruito con sue le interconnessioni tra spazio interno ed esterno. 
Il concetto è solidalmente unito alla  ideazione della città a tre dimensioni; all'assetto dei volumi affrancato nell'ambiente costruito; alla forte indipendenza dell'architettura; alle relazioni spaziali e flessibili tra i volumi.
Lo spazio architettonico è quindi: "evento" spazio-temporale nel quale avviene la percezione del soggetto, configurazione del vuoto intercorrente agli oggetti mobili o immobili che partecipano dell'evento spazio temporale, l'assemblaggio di volumi, di pieni e di vuoti, lo sviluppo di percorrenze, la creazione di percezioni e di particolari, l'uso di strutture, di materiali e di colori; l'organizzazione della luce, la composizione delle trasparenze e delle interconnessioni con l'esterno.
Uno studioso di storia dell'architettura come Sigfried Giedion definisce le interpretazioni dello spazio architettonico delle varie epoche in questo modo: 
- nell'architettura greca come manifestazione flessibile e scultorea il cui esempio è il Tempio;
- nell'architettura romana come spazio chiuso si pensi alla Domus;
- nell'architettura moderna come manifestazione flessibile scultorea e spazio delimitato ma aperto verso l'esterno.

Di ciò sono esempio le opere di Frank Lloyd Wright, (The Fallingwater ecc.) con i volumi che si intersecano, che si adagiano con l'ambiente, ma anche le opere di Le Corbusier Alter Ego del maestro americano nel Movimento Moderno. Villa Savoye è sì volume delimitato, ma anche aperto nello spazio per la sua sospensione su pilotis, per le sue Fenêtre en longueur (finestre a nastro), per la sua terrazza aperta i cui volumi sembrano avvolgersi nell'aria. Nel Razionalismo italiano questa flessibiltà scultorea dell'edificio nello spazio è espressa magistralmente dalla Chiesa dell'autostrada del Sole di Giovanni Michelucci.
Mario Botta, architetto di fama mondiale, definisce così la creazione dello spazio architettonico: Costruire è di per sé un atto sacro, è un'azione che trasforma una condizione di natura in una condizione di cultura; la storia dell'architettura è la storia di queste trasformazioni. […] Disegnare uno spazio architettonico è un atto che mira a predisporre le forme ambientali affinché le attività, i sentimenti e le emozioni possano trovare una loro adeguata espressione. Certo è che l'architettura, come altre forme creative, tocca unicamente gli animi predisposti ad indagare le suggestioni e le attese offerte dalla costruzione dello spazio.